# Pamela Martin
Pamela Martin é uma editora de cinema norte-americana. Como reconhecimento, foi nomeada ao Oscar 2011 na categoria de Melhor Edição por The Fighter.